# Manfred Grawunder
Manfred Grawunder (* 16. März 1952) ist ein ehemaliger deutscher Fußballspieler und -trainer. Er absolvierte in den Jahren 1976 bis 1982 insgesamt 173 Spiele in der 2. Fußball-Bundesliga für den KSV Baunatal und KSV Hessen Kassel und erzielte dabei 13 Tore.

## Laufbahn
Der in der Jugend und bei den Amateuren von Eintracht Braunschweig großgewordene Mittelfeld- und Abwehrspieler stieg mit den Eintracht-Amateuren 1975 in die Amateuroberliga Nord auf. Unter Trainer Heinz Patzig und mit Mitspielern wie Matthias Bruns, Wolfgang Grobe, Uwe Krause und Rainer Prieß belegte er 1975/76 mit dem Aufsteiger den 11. Tabellenrang und war in 32 Rundenspielen (2 Tore) aufgelaufen.
Im Sommer 1976 nahm er das Angebot des Aufsteigers in die 2. Bundesliga Gruppe Süd, KSV Baunatal, an und unterschrieb bei den Hessen einen Lizenzspielervertrag. In seiner Debütrunde in der 2. Bundesliga, 1976/77, kam er unter Trainer Peter Velhorn in allen 38 Rundenspielen zum Einsatz und erzielte zum Erreichen des 15. Tabellenranges vier Tore. Er hatte sich umgehend zu einem der Leistungsträger des KSV entwickelt. Baunatal kämpfte aber auch in den folgenden zwei Runden um den Klassenerhalt. Im Sommer 1979 erfolgte die Rückkehr in das hessische Amateuroberhaus. Grawunder war zum Zweitliga-Rekordspieler von Baunatal avanciert. Er blieb nach dem Abstieg noch eine Runde in Baunatal und schloss sich zur Runde 1980/81 dem 2. Bundesliga-Rückkehrer Hessen Kassel an. 
Unter Trainer Rudi Kröner erreichten die Kasseler „Löwen“ 1981 den 4. Rang und Grawunder war in 34 Ligaspielen (1 Tor) zum Einsatz gekommen. In seiner zweiten Runde mit Hessen Kassel erreichte das Team um Mitspieler wie Hans Wulf, Gerhard Grau und Walter Horch den 8. Rang und der Mann aus Braunschweig hatte wiederum 34 Rundenspiele absolviert.
Ab 1982 spielte er noch fünf Jahre für den CSC 03 Kassel, davon zwei Jahre als Spielertrainer in der Oberliga und der Verbandsliga. In der Runde 1984/85 wurde Grawunder mit CSC 03 Vizemeister in der Hessenliga und nahm an den Spielen um die deutsche Amateurmeisterschaft teil. Im Jahr danach stieg er mit der Mannschaft in die Landesliga ab.

## Stationen
- 1975–1976 Eintracht Braunschweig
- 1976–1980 KSV Baunatal
- 1980–1982 KSV Hessen Kassel
- 1982–1988 CSC 03 Kassel, davon 1985–1988 als Spielertrainer.